# Zalai Tamás
Zalai Tamás (1971. március 23. –) magyar színész.

## Életpályája
A Békéscsabai Jókai Színházban kezdte pályáját 1993-ban. 1999 és 2001 között a Soproni Petőfi Színház társulatának tagja volt. 2002-től szabadfoglakozású színészként dolgozott.

## Fontosabb színházi szerepei
- Benjamin Jonson: Volpone... II. bíró
- Carlo Goldoni: Két úr szolgája... Pincér
- John Steinbeck: Egerek és emberek... Carlson
- Ariano Suassuna: A kutya testamentuma... Szerzetes
- William Somerset Maugham: Imádok férjhez menni... Raham ügyvéd
- Alexandre Breffort – Marguerite Monnot: Irma, te édes... Mimóza
- Jacques Deval: A potyautas... Bardou
- Petőfi Sándor: Az apostol... Fiatalember; Pap
- Fazekas Mihály – Schwajda György: Lúdas Matyi... Díszletliba
- Csiky Gergely: Kaviár... Pisztráng, hajósinas
- Tersánszky Józsi Jenő: Szidike lakodalma... Askara
- Tamási Áron: Ábel... Egyik úr; Győző; Solomon; Gigi, a nőimitátor
- Spiró György: Az imposztor... Kellékes
- Eisemann Mihály: Én és a kisöcsém... dr. Vass
- Lehár Ferenc: Cigányszerelem.... Boldizsár
- Kálmán Imre: Marica grófnő... Körorvos
- Szirmai Albert – Bakonyi Károly – Gábor Andor: Mágnás Miska... Mixi gróf
- John Kander – Fred Ebb – Bob Fosse: Chicago... Konferanszié
- Oscar Wilde – Usztics Mátyás – Makrai Pál: Rózsák, szerelmek... Guru-Torzonborz
- Grimm fivérek: Csipkerózsika... Színtelen papagáj, Demona szolgálója
- Ungár Tamás: Mihók a bolondos... Mihók
- Békés József: Kardhercegnő... Tizedes
- Csukás István – Bergendy István: Bohóc az egész család ... meg a postás is ... Petya
- Fésűs Éva – Gebora György: A csodálatos nyúlcipő... Kisróka Béni
- Rákos Péter – Bornai Tibor: A Mumus... Celofán